# Liste des députés de la XVIIe législature du Parlement grec

Cet article présente la liste des 300 députés élus au Parlement grec à la suite des élections législatives grecques de septembre 2015. Les changements de composition et d'affiliation politique sont listés en fin d'article.

## Composition

Composition initiale de la du Parlement grec :
KKE: 15
SYRIZA: 145
Coalition démocratique (PASOK-DIMAR) : 17
Potami : 11
Union des centristes : 9
ND : 75
ANEL : 10
Aube dorée : 18

| Groupe | Groupe                                   | Nombre |
| ------ | ---------------------------------------- | ------ |
|        | Coalition de la gauche radicale (SYRIZA) | 145    |
|        | Nouvelle Démocratie (ND)                 | 75     |
|        | Aube dorée (XA)                          | 18     |
|        | Coalition démocratique (PASOK-DIMAR)     | 17     |
|        | Parti communiste de Grèce (KKE)          | 15     |
|        | La Rivière (Potami)                      | 11     |
|        | Grecs indépendants (ANEL)                | 10     |
|        | Union des centristes (EK)                | 9      |
| Total  | Total                                    | 300    |

## Liste des députés
| Nom                                  | Circonscription  | Parti | Parti                                | Commentaire                                                                                     |
| ------------------------------------ | ---------------- | ----- | ------------------------------------ | ----------------------------------------------------------------------------------------------- |
| Ilchán Achmét                        | Rhodope          |       | La Rivière                           |                                                                                                 |
| Ioannis Aïvatidis                    | Corfou           |       | Aube dorée                           |                                                                                                 |
| Geórgios Akriótis                    | Eubée            |       | SYRIZA                               |                                                                                                 |
| Ioánnis Amanatídis                   | Thessalonique A  |       | SYRIZA                               |                                                                                                 |
| Geórgios Amyrás                      | Athènes B        |       | La Rivière                           |                                                                                                 |
| Athanasia Anagnostopoulou (Sia)      | Achaïe           |       | SYRIZA                               |                                                                                                 |
| Savvas Anastasiadis                  | Thessalonique B  |       | Nouvelle Démocratie                  |                                                                                                 |
| Ioannis Andrianos                    | Argolide         |       | Nouvelle Démocratie                  |                                                                                                 |
| Ioannis Antoniadis                   | Florina          |       | Nouvelle Démocratie                  |                                                                                                 |
| Christos Antoniou                    | Imathie          |       | SYRIZA                               |                                                                                                 |
| Maria Antoniou                       | Kastoria         |       | Nouvelle Démocratie                  |                                                                                                 |
| Evangelos Apostolou                  | Eubée            |       | SYRIZA                               |                                                                                                 |
| Stavros Arachovitis                  | Laconie          |       | SYRIZA                               |                                                                                                 |
| Fotini Arambatzi                     | Serrès           |       | Nouvelle Démocratie                  |                                                                                                 |
| Georgios Arvanitidis                 | Thessalonique B  |       | Coalition démocratique (PASOK-DIMAR) |                                                                                                 |
| Anna-Michelle Assimakopoulou         | Athènes B        |       | Nouvelle Démocratie                  |                                                                                                 |
| Athanasios Athanasiou (Nassos)       | Attique          |       | SYRIZA                               |                                                                                                 |
| Haralambos Athanasiou                | Lesbos           |       | Nouvelle Démocratie                  |                                                                                                 |
| Eleni Avlonitou                      | Athènes B        |       | SYRIZA                               |                                                                                                 |
| Dora Bakoyanni                       | Athènes A        |       | Nouvelle Démocratie                  |                                                                                                 |
| Ioannis Balafas                      | Athènes B        |       | SYRIZA                               |                                                                                                 |
| Gerasimos Balaouras                  | Élide            |       | SYRIZA                               |                                                                                                 |
| Symeon Ballis                        | Magnésie         |       | SYRIZA                               |                                                                                                 |
| Antonis Baloménakis                  | La Canée         |       | SYRIZA                               |                                                                                                 |
| Aristidis Baltas                     | Attique          |       | SYRIZA                               |                                                                                                 |
| Konstandínos Barbaroússis            | Étolie-Acarnanie |       | Aube dorée                           |                                                                                                 |
| Konstantinos Bargiotas               | Larissa          |       | La Rivière                           |                                                                                                 |
| Konstantinos Barkas                  | Préveza          |       | SYRIZA                               |                                                                                                 |
| Evangelos Bassiakos                  | Béotie           |       | Nouvelle Démocratie                  |                                                                                                 |
| Dimítrios Baxevanákis                | Élide            |       | SYRIZA                               |                                                                                                 |
| Christos Bialas                      | Grévéna          |       | SYRIZA                               |                                                                                                 |
| Markos Bolaris (el)                  | Thessalonique A  |       | SYRIZA                               |                                                                                                 |
| Christos Boukoros                    | Magnésie         |       | Nouvelle Démocratie                  |                                                                                                 |
| Athanasios Bouras                    | Attique          |       | Nouvelle Démocratie                  |                                                                                                 |
| Tassia Christodoulopoulou            | Liste nationale  |       | SYRIZA                               |                                                                                                 |
| Paraskevi Christofilopoulou (Evi)    | Attique          |       | Coalition démocratique (PASOK-DIMAR) |                                                                                                 |
| Spyridon Danellis                    | Héraklion        |       | La Rivière                           |                                                                                                 |
| Athanasios Davakis                   | Laconie          |       | Nouvelle Démocratie                  |                                                                                                 |
| Ioannis Dedes                        | Attique          |       | SYRIZA                               |                                                                                                 |
| Yannis Delis                         | Thessalonique A  |       | Parti communiste de Grèce            |                                                                                                 |
| Nikolaos-Georgios Dendias            | Athènes B        |       | Nouvelle Démocratie                  |                                                                                                 |
| Giorgos Dimaras                      | Athènes B        |       | SYRIZA                               |                                                                                                 |
| Christos Dimas                       | Corinthie        |       | Nouvelle Démocratie                  |                                                                                                 |
| Dimítrios Dimitriádis                | Kozani           |       | SYRIZA                               |                                                                                                 |
| Anastasios Dimoschakis (Tassos)      | Évros            |       | Nouvelle Démocratie                  |                                                                                                 |
| Kostas Douzinas                      | Le Pirée A       |       | SYRIZA                               |                                                                                                 |
| Ioannis Dragassakis                  | Liste nationale  |       | SYRIZA                               |                                                                                                 |
| Theodoros Dritsas                    | Le Pirée A       |       | SYRIZA                               |                                                                                                 |
| Panagiota Dritseli                   | Trikala          |       | SYRIZA                               |                                                                                                 |
| Giorgos Dzimanis                     | Kozani           |       | SYRIZA                               |                                                                                                 |
| Dimitrios Emmanouilidis              | Kavala           |       | SYRIZA                               |                                                                                                 |
| Sokratis Famellos                    | Thessalonique B  |       | SYRIZA                               |                                                                                                 |
| Nikolaos Filis                       | Athènes A        |       | SYRIZA                               |                                                                                                 |
| Alexandros Flambouraris              | Athènes A        |       | SYRIZA                               |                                                                                                 |
| Aristidis Fokas                      | Thessalonique B  |       | Union des centristes                 |                                                                                                 |
| Theodoros Fortsakis                  | Liste nationale  |       | Nouvelle Démocratie                  |                                                                                                 |
| Iason Fotilas                        | Achaïe           |       | La Rivière                           |                                                                                                 |
| Theano Fotiou                        | Liste nationale  |       | SYRIZA                               |                                                                                                 |
| Dimítrios Gákis                      | Dodécanèse       |       | SYRIZA                               |                                                                                                 |
| Anastasia Gara (Natacha)             | Évros            |       | SYRIZA                               |                                                                                                 |
| Kóstas Gavróglou                     | Liste nationale  |       | SYRIZA                               |                                                                                                 |
| Georgia Gennia                       | Le Pirée A       |       | SYRIZA                               |                                                                                                 |
| Fófi Gennimatá                       | Athènes B        |       | Coalition démocratique (PASOK-DIMAR) | Si Fófi Gennimatá choisit de siéger en Achaïe, ce siège ira à Michális Chryssohoïdis.           |
| Fófi Gennimatá                       | Achaïe           |       | Coalition démocratique (PASOK-DIMAR) | Si Fófi Gennimatá choisit de siéger à Athènes B, ce siège ira à Théodoros Papathéodorou (el).   |
| Georgios Georgandas                  | Kilkis           |       | Nouvelle Démocratie                  |                                                                                                 |
| Marios Georgiadis                    | Athènes A        |       | Union des centristes                 |                                                                                                 |
| Spyridon-Adonis Georgiadis           | Athènes B        |       | Nouvelle Démocratie                  |                                                                                                 |
| Efstathia Georgopoulou-Saltari (Efi) | Élide            |       | SYRIZA                               |                                                                                                 |
| Geórgios Germenís                    | Athènes B        |       | Aube dorée                           |                                                                                                 |
| Olga Gerovassili                     | Arta             |       | SYRIZA                               |                                                                                                 |
| Gerasimos Giakoumatos                | Athènes B        |       | Nouvelle Démocratie                  |                                                                                                 |
| Efstathios Giannakidis               | Xanthi           |       | SYRIZA                               |                                                                                                 |
| Stergios Giannakis                   | Préveza          |       | Nouvelle Démocratie                  |                                                                                                 |
| Vassilios Giogiakas                  | Thesprotie       |       | Nouvelle Démocratie                  |                                                                                                 |
| Antónios Grégos                      | Thessalonique A  |       | Aube dorée                           |                                                                                                 |
| Leonidas Grigorakos                  | Laconie          |       | Coalition démocratique (PASOK-DIMAR) |                                                                                                 |
| Ioannis Guiokas                      | Attique          |       | Parti communiste de Grèce            |                                                                                                 |
| Ioannis Guiolas                      | Argolide         |       | SYRIZA                               |                                                                                                 |
| Konstantinos Guioulekas              | Thessalonique A  |       | Nouvelle Démocratie                  |                                                                                                 |
| Konstantinos Hadjidakis (Kostis)     | Athènes B        |       | Nouvelle Démocratie                  |                                                                                                 |
| Chrístos Chatzisávvas                | Kilkis           |       | Aube dorée                           |                                                                                                 |
| Maximos Harakopoulos                 | Larissa          |       | Nouvelle Démocratie                  |                                                                                                 |
| Vassilios Iconomou                   | Liste nationale  |       | Nouvelle Démocratie                  |                                                                                                 |
| Nikos Igoumenidis                    | Héraklion        |       | SYRIZA                               |                                                                                                 |
| Panayiótis Iliópoulos                | Magnésie         |       | Aube dorée                           |                                                                                                 |
| Ekaterini Inglezi                    | Chalcidique      |       | SYRIZA                               |                                                                                                 |
| Haroula Kafandari (Hara)             | Athènes B        |       | SYRIZA                               |                                                                                                 |
| Georgios Kaḯsas                      | Évros            |       | SYRIZA                               |                                                                                                 |
| Nikitas Kaklamanis                   | Athènes A        |       | Nouvelle Démocratie                  |                                                                                                 |
| Stavros Kalafatis                    | Thessalonique A  |       | Nouvelle Démocratie                  |                                                                                                 |
| Ilias Kamateros                      | Dodécanèse       |       | SYRIZA                               |                                                                                                 |
| Dimítrios Kamménos                   | Athènes B        |       | Grecs indépendants                   |                                                                                                 |
| Panagiotis Kammenos (Panos)          | Le Pirée B       |       | Grecs indépendants                   |                                                                                                 |
| Garyfallia Kanelli (Liana)           | Athènes A        |       | Parti communiste de Grèce            |                                                                                                 |
| Christos Karagiannidis               | Drama            |       | SYRIZA                               |                                                                                                 |
| Ioannis Karagiannis                  | Ioannina         |       | SYRIZA                               |                                                                                                 |
| Konstantinos Karagounis              | Étolie-Acarnanie |       | Nouvelle Démocratie                  |                                                                                                 |
| Evangelia Karakosta (Evi)            | Le Pirée B       |       | SYRIZA                               |                                                                                                 |
| Evangelos Karakostas                 | Béotie           |       | Aube dorée                           |                                                                                                 |
| Anna Karamanli                       | Athènes B        |       | Nouvelle Démocratie                  |                                                                                                 |
| Konstantinos A. Karamanlis           | Serrès           |       | Nouvelle Démocratie                  |                                                                                                 |
| Kostas Karamanlis                    | Thessalonique A  |       | Nouvelle Démocratie                  |                                                                                                 |
| Apostolos Karanastasis               | Phthiotide       |       | SYRIZA                               |                                                                                                 |
| Theodoros Karaoglou                  | Thessalonique B  |       | Nouvelle Démocratie                  |                                                                                                 |
| Georgios Karasmanis                  | Pella            |       | Nouvelle Démocratie                  |                                                                                                 |
| Euphrosyni Karassarlidou (Frosso)    | Imathie          |       | SYRIZA                               |                                                                                                 |
| Nikólaos Karathanasópoulos           | Achaïe           |       | Parti communiste de Grèce            |                                                                                                 |
| Aïchan Karagiousouf                  | Rhodope          |       | SYRIZA                               |                                                                                                 |
| Giorgos-Dimitris Karras              | Athènes B        |       | Union des centristes                 |                                                                                                 |
| Georgios Kassapidis                  | Kozani           |       | Nouvelle Démocratie                  |                                                                                                 |
| Ilías Kassidiáris                    | Attique          |       | Aube dorée                           |                                                                                                 |
| Irini Kassimati (Nina)               | Le Pirée B       |       | SYRIZA                               |                                                                                                 |
| Astérios Kastoris                    | Piérie           |       | SYRIZA                               |                                                                                                 |
| Vassiliki Katrivanou                 | Athènes B        |       | SYRIZA                               |                                                                                                 |
| Giorgos Katrougalos                  | Messénie         |       | SYRIZA                               |                                                                                                 |
| Konstantinos Katsafados              | Le Pirée A       |       | Nouvelle Démocratie                  |                                                                                                 |
| Andreas Katsaniotis                  | Achaïe           |       | Nouvelle Démocratie                  |                                                                                                 |
| Chryssoula Katsavria-Sioropoulou     | Karditsa         |       | SYRIZA                               |                                                                                                 |
| Giorgos Katsiantonis                 | Larissa          |       | Union des centristes                 |                                                                                                 |
| Kostas Katsikis                      | Attique          |       | Grecs indépendants                   |                                                                                                 |
| Marios Katsis                        | Thesprotie       |       | SYRIZA                               |                                                                                                 |
| Christos Katsotis                    | Athènes B        |       | Parti communiste de Grèce            |                                                                                                 |
| Dimitris Kavadellas                  | Attique          |       | Union des centristes                 |                                                                                                 |
| Athnasios Kavvadas                   | Leucade          |       | Nouvelle Démocratie                  |                                                                                                 |
| Ioanneta Kavvadia (Anneta)           | Athènes B        |       | SYRIZA                               |                                                                                                 |
| Simos V. Kedikoglou                  | Eubée            |       | Nouvelle Démocratie                  |                                                                                                 |
| Hara Kefalidou                       | Drama            |       | Coalition démocratique (PASOK-DIMAR) |                                                                                                 |
| Olga Kefalogianni                    | Athènes A        |       | Nouvelle Démocratie                  |                                                                                                 |
| Ioannis A. Kefalogiannis             | Réthymnon        |       | Nouvelle Démocratie                  |                                                                                                 |
| Vassilios Kéguéroglou                | Héraklion        |       | Coalition démocratique (PASOK-DIMAR) |                                                                                                 |
| Christos Kellas                      | Larissa          |       | Nouvelle Démocratie                  |                                                                                                 |
| Niki Kerameus                        | Liste nationale  |       | Nouvelle Démocratie                  |                                                                                                 |
| Vassílios Kikílias                   | Athènes A        |       | Nouvelle Démocratie                  |                                                                                                 |
| Vassilios Kokkalis                   | Larissa          |       | Grecs indépendants                   |                                                                                                 |
| Maria Kollia-Tsaroucha               | Serrès           |       | Grecs indépendants                   |                                                                                                 |
| Kostas Kondogeorgos                  | Eurytanie        |       | Nouvelle Démocratie                  |                                                                                                 |
| Haralambos-Stavros Kondonis          | Zante            |       | SYRIZA                               |                                                                                                 |
| Emmanouil Konsolas (Manos)           | Dodécanèse       |       | Nouvelle Démocratie                  |                                                                                                 |
| Petros Konstantineas                 | Messénie         |       | SYRIZA                               |                                                                                                 |
| Odysseas Konstantinopoulos           | Arcadie          |       | Coalition démocratique (PASOK-DIMAR) |                                                                                                 |
| Dimítrios Konstantópoulos            | Étolie-Acarnanie |       | Coalition démocratique (PASOK-DIMAR) |                                                                                                 |
| Ilias Kostopanagiotou                | Phocide          |       | SYRIZA                               |                                                                                                 |
| Nikos Kotzias                        | Liste nationale  |       | SYRIZA                               |                                                                                                 |
| Konstantinos Koukodimos              | Piérie           |       | Nouvelle Démocratie                  |                                                                                                 |
| Dimítrios Koukoútsis                 | Messénie         |       | Aube dorée                           |                                                                                                 |
| Georgios Koumoutsakos                | Athènes B        |       | Nouvelle Démocratie                  |                                                                                                 |
| Elena Koundoura                      | Athènes A        |       | Grecs indépendants                   |                                                                                                 |
| Anastasios Kourakis (Tassos)         | Thessalonique A  |       | SYRIZA                               |                                                                                                 |
| Panagiotis Kouroumblis               | Athènes B        |       | SYRIZA                               |                                                                                                 |
| Yánnis Koutsoúkos                    | Élide            |       | Coalition démocratique (PASOK-DIMAR) |                                                                                                 |
| Dimítrios Koutsoúmbas                | Athènes B        |       | Parti communiste de Grèce            |                                                                                                 |
| Nikólaos Kouzílos                    | Le Pirée A       |       | Aube dorée                           |                                                                                                 |
| Panagiota Kozomboli-Amanatidi        | Messénie         |       | SYRIZA                               |                                                                                                 |
| Dimítrios Kremastinós                | Dodécanèse       |       | Coalition démocratique (PASOK-DIMAR) |                                                                                                 |
| Dimítrios Kyriazídis                 | Drama            |       | Nouvelle Démocratie                  |                                                                                                 |
| Ioánnis Lagós                        | Le Pirée B       |       | Aube dorée                           |                                                                                                 |
| Georgios Lambroulis                  | Larissa          |       | Parti communiste de Grèce            |                                                                                                 |
| Spyridonas Lappas                    | Karditsa         |       | SYRIZA                               |                                                                                                 |
| Giorgos Lazaridis                    | Thessalonique B  |       | Grecs indépendants                   |                                                                                                 |
| Vassilis Levendis (en)               | Athènes B        |       | Union des centristes                 | Si Vassilis Levendis choisit de siéger à Thessalonique A, ce siège ira à Nikos Hadjiathanasiou. |
| Vassilis Levendis (en)               | Thessalonique A  |       | Union des centristes                 | Si Vassilis Levendis choisit de siéger à Athènes B, ce siège ira à Ioannis Saridis.             |
| Zoé Livaniou                         | Eubée            |       | SYRIZA                               |                                                                                                 |
| Andreas Loverdos                     | Athènes B        |       | Coalition démocratique (PASOK-DIMAR) |                                                                                                 |
| Spyridon Lykoudis                    | Athènes A        |       | La Rivière                           |                                                                                                 |
| Christos Mandas                      | Ioannina         |       | SYRIZA                               |                                                                                                 |
| Yannis Maniatis (el)                 | Argolide         |       | Coalition démocratique (PASOK-DIMAR) |                                                                                                 |
| Nikolaos Manios                      | Cyclades         |       | SYRIZA                               |                                                                                                 |
| Diamanto Manolakou                   | Le Pirée B       |       | Parti communiste de Grèce            |                                                                                                 |
| Dimítris Márdas                      | Thessalonique B  |       | SYRIZA                               |                                                                                                 |
| Ekaterini Markou                     | Thessalonique B  |       | La Rivière                           |                                                                                                 |
| Georgia Martinou                     | Attique          |       | Nouvelle Démocratie                  |                                                                                                 |
| Georgios Mavrotas                    | Attique          |       | La Rivière                           |                                                                                                 |
| Théodora Megaloïkonomou              | Le Pirée B       |       | Union des centristes                 |                                                                                                 |
| Anastasios Megalomystakas            | Serrès           |       | Union des centristes                 |                                                                                                 |
| Alexandros Méïkopoulos               | Magnésie         |       | SYRIZA                               |                                                                                                 |
| Evangelos-Vassilios Méïmarakis       | Athènes B        |       | Nouvelle Démocratie                  | Si Vangelis Méïmarakis choisit de siéger à Héraklion, ce siège ira à Argyris Dinopoulos (el).   |
| Evangelos-Vassilios Méïmarakis       | Héraklion        |       | Nouvelle Démocratie                  | Si Vangelis Méïmarakis choisit de siéger à Athènes B, ce siège ira à Leftéris Avgénakis.        |
| Andreas Michaïlidis                  | Chios            |       | SYRIZA                               |                                                                                                 |
| Nikólaos Michaloliákos               | Athènes B        |       | Aube dorée                           | Si Nikólaos Michaloliákos choisit de siéger à Athènes A, ce siège ira à Eléni Zaroúlia.         |
| Nikólaos Michaloliákos               | Athènes A        |       | Aube dorée                           | Si Nikólaos Michaloliákos choisit de siéger à Athènes B, ce siège ira à Dimitra Veletza.        |
| Thanassis Michelis                   | Phthiotide       |       | SYRIZA                               |                                                                                                 |
| Ioannis Michelogiannakis             | Héraklion        |       | SYRIZA                               |                                                                                                 |
| Nikólaos Míchos                      | Eubée            |       | Aube dorée                           |                                                                                                 |
| Triandafyllos Mitafidis              | Thessalonique A  |       | SYRIZA                               |                                                                                                 |
| Panagiotis Mitarachi (Notis)         | Chios            |       | Nouvelle Démocratie                  |                                                                                                 |
| Kyriakos Mitsotakis                  | Athènes B        |       | Nouvelle Démocratie                  |                                                                                                 |
| Nikolaos Moraïtis                    | Étolie-Acarnanie |       | Parti communiste de Grèce            |                                                                                                 |
| Kostas Morfidis                      | Kavala           |       | SYRIZA                               |                                                                                                 |
| Themistoklis Moumoulidis             | Kozani           |       | SYRIZA                               |                                                                                                 |
| Moustafa Moustafa                    | Rhodope          |       | SYRIZA                               |                                                                                                 |
| Nikolaos Nikolopoulos                | Achaïe           |       | Grecs indépendants                   |                                                                                                 |
| Georgios Oursouzidis                 | Imathie          |       | SYRIZA                               |                                                                                                 |
| Athanasios Pafilis                   | Athènes B        |       | Parti communiste de Grèce            |                                                                                                 |
| Giorgos Pallis                       | Lesbos           |       | SYRIZA                               |                                                                                                 |
| Ilías Panayiótaros                   | Athènes B        |       | Aube dorée                           |                                                                                                 |
| Nikolaos Panagiotopoulos             | Kavala           |       | Nouvelle Démocratie                  |                                                                                                 |
| Efstathios Panagoulis (Stathis)      | Athènes B        |       | SYRIZA                               |                                                                                                 |
| Georgios Pandzas                     | Attique          |       | SYRIZA                               |                                                                                                 |
| Athanasios Papachristopoulos         | Athènes B        |       | Grecs indépendants                   |                                                                                                 |
| Athanasios Papadopoulos (Sakis)      | Trikala          |       | SYRIZA                               |                                                                                                 |
| Christophoros Papadopoulos           | Athènes B        |       | SYRIZA                               |                                                                                                 |
| Giorgos Papaïliou                    | Arcadie          |       | SYRIZA                               |                                                                                                 |
| Katerina Papakosta-Sidiropoulou      | Athènes B        |       | Nouvelle Démocratie                  |                                                                                                 |
| Ekaterini Papanatsiou                | Magnésie         |       | SYRIZA                               |                                                                                                 |
| Giorgos Papaphilippou                | Kavala           |       | SYRIZA                               |                                                                                                 |
| Alexandra Papariga                   | Liste nationale  |       | Parti communiste de Grèce            |                                                                                                 |
| Chrístos Pappás                      | Liste nationale  |       | Aube dorée                           |                                                                                                 |
| Nikolaos Pappas                      | Athènes B        |       | SYRIZA                               |                                                                                                 |
| Nikos Paraskevopoulos                | Thessalonique A  |       | SYRIZA                               |                                                                                                 |
| Theodoros Parastatidis               | Kilkis           |       | SYRIZA                               |                                                                                                 |
| Kostas Pavlidis                      | Corfou           |       | SYRIZA                               |                                                                                                 |
| Ioannis Plakiotakis                  | Lassithi         |       | Nouvelle Démocratie                  |                                                                                                 |
| Pavlos Polakis                       | La Canée         |       | SYRIZA                               |                                                                                                 |
| Tassos Pratsolis                     | Eubée            |       | SYRIZA                               |                                                                                                 |
| Grigorios Psarianos                  | Athènes B        |       | La Rivière                           |                                                                                                 |
| Georgios Psychogios                  | Corinthie        |       | SYRIZA                               |                                                                                                 |
| Élena Ráptii                         | Thessalonique A  |       | Nouvelle Démocratie                  |                                                                                                 |
| Dimítrios Rízos                      | Évros            |       | SYRIZA                               |                                                                                                 |
| Andréas Rizoulis                     | Achaïe           |       | SYRIZA                               |                                                                                                 |
| Ioannis Sachinidis                   | Pella            |       | Aube dorée                           |                                                                                                 |
| Gavriil Sakellaridis                 | Athènes A        |       | SYRIZA                               |                                                                                                 |
| Marios Salmas                        | Étolie-Acarnanie |       | Nouvelle Démocratie                  |                                                                                                 |
| Antonios Samaras                     | Messénie         |       | Nouvelle Démocratie                  |                                                                                                 |
| Nektarios Santorinios                | Dodécanèse       |       | SYRIZA                               |                                                                                                 |
| Yannis Sarakiotis                    | Phthiotide       |       | SYRIZA                               |                                                                                                 |
| Konstantinos Seltsas                 | Florina          |       | SYRIZA                               |                                                                                                 |
| Dimitrios Sevastakis                 | Samos            |       | SYRIZA                               |                                                                                                 |
| Ioannis Sifakis                      | Pella            |       | SYRIZA                               |                                                                                                 |
| Christos Simorelis                   | Trikala          |       | SYRIZA                               |                                                                                                 |
| Konstantínos Skandalídis             | Athènes A        |       | Coalition démocratique (PASOK-DIMAR) |                                                                                                 |
| Elissavet Skoufa (Betty)             | Piérie           |       | SYRIZA                               |                                                                                                 |
| Panagiotis Skourletis (Panos)        | Athènes B        |       | SYRIZA                               |                                                                                                 |
| Panagiotis Skouroliakos (Panos)      | Attique          |       | SYRIZA                               |                                                                                                 |
| Konstantinos Skrekas                 | Trikala          |       | Nouvelle Démocratie                  |                                                                                                 |
| Kostas Spartinos                     | Achaïe           |       | SYRIZA                               |                                                                                                 |
| Christos Spirtzis                    | Athènes B        |       | SYRIZA                               |                                                                                                 |
| Christos Staïkouras                  | Phthiotide       |       | Nouvelle Démocratie                  |                                                                                                 |
| Eleni Stamataki                      | Le Pirée A       |       | SYRIZA                               |                                                                                                 |
| Dimítrios Stamátis                   | Liste nationale  |       | Nouvelle Démocratie                  |                                                                                                 |
| Afroditi Stambouli                   | Serrès           |       | SYRIZA                               |                                                                                                 |
| Georgios Stathakis                   | La Canée         |       | SYRIZA                               |                                                                                                 |
| Ioannis Stefos                       | Ioannina         |       | SYRIZA                               |                                                                                                 |
| Konstantinos Stergiou                | Magnésie         |       | Parti communiste de Grèce            |                                                                                                 |
| Grigoris Stoyannidis                 | Xanthi           |       | SYRIZA                               |                                                                                                 |
| Georgios Stylios                     | Arta             |       | Nouvelle Démocratie                  |                                                                                                 |
| Emmanouil Syndychakis                | Héraklion        |       | Parti communiste de Grèce            |                                                                                                 |
| Antonios Syrigos                     | Cyclades         |       | SYRIZA                               |                                                                                                 |
| Nikolaos Syrmalenios                 | Cyclades         |       | SYRIZA                               |                                                                                                 |
| Stavros Tassos                       | Lesbos           |       | Parti communiste de Grèce            |                                                                                                 |
| Konstantínos Tasoúlas                | Ioannina         |       | Nouvelle Démocratie                  |                                                                                                 |
| Olympia Teligioridou                 | Kastoria         |       | SYRIZA                               |                                                                                                 |
| Maria Theleriti                      | Corinthie        |       | SYRIZA                               |                                                                                                 |
| Stavros Theodorakis                  | Thessalonique A  |       | La Rivière                           |                                                                                                 |
| Theoharis Theoharis (Harris)         | Athènes B        |       | La Rivière                           |                                                                                                 |
| Thanassis Théoharopoulos (el)        | Liste nationale  |       | Coalition démocratique (PASOK-DIMAR) |                                                                                                 |
| Yannis Théonas (el)                  | Athènes B        |       | SYRIZA                               |                                                                                                 |
| Afroditi Theopeftatou                | Céphalonie       |       | SYRIZA                               |                                                                                                 |
| Yannis Théophylaktos                 | Kozani           |       | SYRIZA                               |                                                                                                 |
| Nikos Thivéos                        | Béotie           |       | SYRIZA                               |                                                                                                 |
| Mihalis Thrapsaniotis                | Lassithi         |       | SYRIZA                               |                                                                                                 |
| Nikolaos Toskas                      | Athènes B        |       | SYRIZA                               |                                                                                                 |
| Ioannis Tragakis                     | Le Pirée B       |       | Nouvelle Démocratie                  |                                                                                                 |
| Alexandros Triandafyllidis (Alekos)  | Thessalonique A  |       | SYRIZA                               |                                                                                                 |
| Maria Triandafyllou                  | Étolie-Acarnanie |       | SYRIZA                               |                                                                                                 |
| Euclide Tsakalotos                   | Athènes B        |       | SYRIZA                               |                                                                                                 |
| Konstantínos Tsiáras                 | Karditsa         |       | Nouvelle Démocratie                  |                                                                                                 |
| Alexis Tsipras                       | Héraklion        |       | SYRIZA                               | Si Alexis Tsipras choisit de siéger à Larissa, ce siège ira à Mihalis Klados.                   |
| Alexis Tsipras                       | Larissa          |       | SYRIZA                               | Si Alexis Tsipras choisit de siéger à Héraklion, ce siège ira à Nikos Papadopoulos.             |
| Vassilios Tsirkas                    | Arta             |       | SYRIZA                               |                                                                                                 |
| Yannis Tsironis                      | Athènes B        |       | SYRIZA                               |                                                                                                 |
| Giorgos Tsogas                       | Corinthie        |       | SYRIZA                               |                                                                                                 |
| Theodora Tzakri                      | Pella            |       | SYRIZA                               |                                                                                                 |
| Harilaos Tzamaklis                   | Piérie           |       | SYRIZA                               |                                                                                                 |
| Konstantinos Tzavaras                | Élide            |       | Nouvelle Démocratie                  |                                                                                                 |
| Mihalis Tzélépis                     | Serrès           |       | Coalition démocratique (PASOK-DIMAR) |                                                                                                 |
| Meropi Tzoufi                        | Ioannina         |       | SYRIZA                               |                                                                                                 |
| Anna Vagena                          | Larissa          |       | SYRIZA                               |                                                                                                 |
| Evangelia Vagionaki (Valia)          | La Canée         |       | SYRIZA                               |                                                                                                 |
| Georgios Vagionas                    | Chalcidique      |       | Nouvelle Démocratie                  |                                                                                                 |
| Fotini Vaki                          | Corfou           |       | SYRIZA                               |                                                                                                 |
| Sokratis Vardakis                    | Héraklion        |       | SYRIZA                               |                                                                                                 |
| Athanasios Vardalis                  | Thessalonique B  |       | Parti communiste de Grèce            |                                                                                                 |
| Georgios Varemenos                   | Étolie-Acarnanie |       | SYRIZA                               |                                                                                                 |
| Miltiadis Varvitsiotis               | Athènes B        |       | Nouvelle Démocratie                  |                                                                                                 |
| Evangelos Venizelos                  | Thessalonique A  |       | Coalition démocratique (PASOK-DIMAR) |                                                                                                 |
| Apostolos Vesyropoulos               | Imathie          |       | Nouvelle Démocratie                  |                                                                                                 |
| Dimítrios Véttas                     | Phthiotide       |       | SYRIZA                               |                                                                                                 |
| Dimítrios Vítsas                     | Le Pirée B       |       | SYRIZA                               |                                                                                                 |
| Georgios Vlachos                     | Attique          |       | Nouvelle Démocratie                  |                                                                                                 |
| Sotiria Vlahou                       | Chalcidique      |       | Aube dorée                           |                                                                                                 |
| Konstantinos Vlassis                 | Arcadie          |       | Nouvelle Démocratie                  |                                                                                                 |
| Mavroudis Voridis (Makis)            | Attique          |       | Nouvelle Démocratie                  |                                                                                                 |
| Sofia Voultepsi                      | Athènes B        |       | Nouvelle Démocratie                  |                                                                                                 |
| Nikolaos Voutsis                     | Athènes A        |       | SYRIZA                               |                                                                                                 |
| Panagiota Vrantza                    | Karditsa         |       | SYRIZA                               |                                                                                                 |
| Ioannis Vroutsis                     | Cyclades         |       | Nouvelle Démocratie                  |                                                                                                 |
| Andreas Xanthos                      | Réthymnon        |       | SYRIZA                               |                                                                                                 |
| Nikolaos Xydakis                     | Athènes B        |       | SYRIZA                               |                                                                                                 |
| Hussein Zeybek                       | Xanthi           |       | SYRIZA                               |                                                                                                 |
| Konstantinos Zouraris                | Thessalonique A  |       | Grecs indépendants                   |                                                                                                 |

## Évolution de la composition
- Le 19 novembre 2015, Gavriíl Sakellarídis de Syriza démissionne et est remplacé par Christoforos Vernardakis.
- Le 23 mai 2016, Vasilikí Katrivánou (Syriza), démissionne et est remplacé par George Kyritsis.
- Le 17 février 2017, décès de Evangelos Bassiakos (Nouvelle Démocratie), il est remplacé par Andreas Koutsoubas.
- Le 22 mars 2019 Evángelos Meïmarákis (Nouvelle Démocratie) annonce sa démission. Il est remplacé par Zoi Rapti.
- Le 22 mars 2019, Ánna-Michelle Assimakopoúlou (Nouvelle Démocratie) démissionne. Pános Panagiotópoulos devient député
- Le 22 mars 2019, Ekateríni Márkou (Nouvelle Démocratie) démissionne. Elle est remplacée par Nikos Nyfoudis qui permet à La Rivière de reformer un groupe.
- Le 10 avril 2019, Geórgios Amyrás (ex-La Rivière) est remplacé par Antigóni Lymberáki

## Changement de parti
| Date              | Nom                             | Ancien parti | Ancien parti           | Nouveau parti | Nouveau parti          |
| ----------------- | ------------------------------- | ------------ | ---------------------- | ------------- | ---------------------- |
| 19 novembre 2015  | Níkos Nikolópoulos              |              | Grecs indépendants     |               | Indépendant            |
| 19 novembre 2015  | Efstáthios Panagoúlis           |              | SYRIZA                 |               | Indépendant            |
| 14 janvier 2016   | Leonidas Grigorakos             |              | Coalition démocratique |               | Indépendant            |
| 19 avril 2016     | Theokháris Theokháris           |              | La Rivière             |               | Indépendant            |
| 18 octobre 2016   | Iáson Fotílas                   |              | La Rivière             |               | Indépendant            |
| 21 novembre 2016  | Katerina Markou                 |              | La Rivière             |               | Indépendant            |
| 25 novembre 2016  | George-Dimitris Karras          |              | Union des centristes   |               | Indépendant            |
| 13 janvier 2017   | Leonidas Grigorakos             |              | Indépendant            |               | Coalition démocratique |
| 13 janvier 2017   | Ilchán Achmét                   |              | La Rivière             |               | Coalition démocratique |
| 24 janvier 2017   | Iáson Fotílas                   |              | Indépendant            |               | Nouvelle Démocratie    |
| 7 février 2017    | Konstantínos Baryótas           |              | La Rivière             |               | Indépendant            |
| 4 mars 2017       | Dimítrios Koukoútsis            |              | Aube dorée             |               | Indépendant            |
| 29 mars 2017      | Konstantínos Baryótas           |              | Indépendant            |               | Coalition démocratique |
| 10 juillet 2017   | Théodora Megaloïkonomou         |              | Union des centristes   |               | Indépendant            |
| 26 septembre 2017 | Nikólaos Míchos                 |              | Aube dorée             |               | Indépendant            |
| 26 octobre 2017   | Katerina Papakosta-Sidiropoulou |              | Nouvelle Démocratie    |               | Indépendant            |
| 15 janvier 2018   | Théodora Megaloïkonomou         |              | Indépendant            |               | SYRIZA                 |
| 16 janvier 2018   | George-Dimitris Karras          |              | Indépendant            |               | Coalition démocratique |
| 27 février 2018   | Katerina Markou                 |              | Indépendant            |               | Nouvelle Démocratie    |
| 27 avril 2018     | Giorgos Katsiantonis            |              | Union des centristes   |               | Indépendant            |
| 15 juin 2018      | Konstandínos Barbaroússis       |              | Aube dorée             |               | Indépendant            |
| 16 juin 2018      | Dimítrios Kamménos              |              | Grecs indépendants     |               | Indépendant            |
| 27 juin 2018      | Giorgos Lazaridis               |              | Grecs indépendants     |               | Indépendant            |
| 10 juillet 2018   | Giorgos Katsiantonis            |              | Indépendant            |               | Nouvelle Démocratie    |
| 26 septembre 2018 | Aristidis Fokas                 |              | Union des centristes   |               | Indépendant            |
| 18 décembre 2018  | Theokháris Theokháris           |              | Indépendant            |               | Nouvelle Démocratie    |
| 14 janvier 2019   | Élena Koundourá                 |              | Grecs indépendants     |               | Indépendant            |
| 14 janvier 2019   | Vassílios Kókkalis              |              | Grecs indépendants     |               | Indépendant            |
| 15 janvier 2019   | Konstandínos Barbaroússis       |              | Indépendant            |               | Aube dorée             |
| 15 janvier 2019   | Aristidis Fokas                 |              | Indépendant            |               | Grecs indépendants     |
| 15 janvier 2019   | Spyrídon Danéllis               |              | La Rivière             |               | Indépendant            |
| 20 janvier 2019   | Thanassis Théoharopoulos        |              | Coalition démocratique |               | Indépendant            |
| 21 janvier 2019   | Geórgios Amyrás                 |              | La Rivière             |               | Indépendant            |
| 21 janvier 2019   | Grigórios Psarianós             |              | La Rivière             |               | Indépendant            |
| 8 février 2019    | Athánasios Papachristópoulos    |              | Grecs indépendants     |               | Indépendant            |
| 22 mars 2019      | Giorgos Lazaridis               |              | Indépendant            |               | Nouvelle Démocratie    |
| 29 mai 2019       | Théodora Megaloïkonomou         |              | SYRIZA                 |               | Indépendant            |
| 30 mai 2019       | Ioannis Saridis                 |              | Union des centristes   |               | Indépendant            |

### Sources
- (el) « La nouvelle composition du Parlement à huit partis » [« Με ανανεωμένη σύνθεση η νέα οκτακομματική Βουλή »], Kathimerini,‎ 22 septembre 2015 (lire en ligne, consulté le 23 septembre 2015)
- (el) « Voici la liste des 300 du nouveau Parlement » [« Αυτοί είναι οι 300 της νέας Βουλής [λίστα] »], iefimerida.gr,‎ 21 septembre 2015 (lire en ligne, consulté le 23 septembre 2015)
- (el) « Élections 2015 : voici les 300 élus au nouveau Parlement » [« Εκλογές 2015: Αυτοί είναι οι 300 που εκλέχθηκαν στη νέα Βουλή »], imerisia.gr,‎ 21 septembre 2015 (lire en ligne, consulté le 23 septembre 2015)